# 阿纳东
阿纳东，是西班牙阿拉贡自治区特鲁埃尔省的一个市镇。总面积25平方公里，总人口18人（2001年），人口密度1人/平方公里。